# Chiesa dei Santi Solutore, Avventore e Ottavio
La chiesa dei Santi Solutore, Avventore e Ottavio è la parrocchiale di Sangano, in città metropolitana e arcidiocesi di Torino; fa parte del distretto pastorale Torino Ovest.

## Storia
La primitiva parrocchiale sanganese era dedicata all'Assunzione della Beata Vergine Maria; nel 1564 tale titolo passò alla nuova chiesa di San Solutore, mentre quella antica diventò cappella cimiteriale.
Nel 1706 iniziarono i lavori di costruzione della nuova parrocchiale, che fu poi benedetta il 20 novembre 1709 da monsignor Dentis e dunque consacrata il 5 ottobre 1777.
Tra il 1797 e il 1803 venne rifatto il tetto della chiesa e del campanile e restaurato dell'orologio; tra il 1814 e il 1825 si procedette all'edificazione della cappella del Madonna del Perpetuo Soccorso, alla realizzazione delle vetrate e della cantoria, all'intonacatura della facciata e della sagrestia e all'esecuzione degli stucchi.
Successivamente, tra il 1978 e il 1981 la chiesa fu oggetto di un generale intervento di ristrutturazione e consolidamento; tra il 2005 e il 2006 vennero poi restaurate le tele.

## Descrizione

### Esterno
La facciata della chiesa, intonata e rivolta a ponente, è suddivisa da una cornice marcapiano in due registri, entrambi tripartiti da quattro lesene; quello inferiore, che è preceduto dal portico a tre archi a tutto sesto sorretto da colonne d'ordine tuscanico e sovrastato da una balaustra, presenta il portale d'ingresso architravato, mentre quello superiore è caratterizzato dal mosaico avente come soggetto la Fractio panis e coronato dal timpano triangolare, sopra il quale sono posizionati dei vasi e una croce di ferro.

### Interno
L'interno dell'edificio si compone di un'unica navata, sulla quale si aprono le cappelle layerlime le cui parretimsono scandite dalle lesene sorreggenti il cornicione, sopra il quale si imposta la volta a botte lunettata, abbellita dai dipinti raffiguranti San Giuseppe col Bambino, l'Immacolata Concezione, il Santissimo e la colomba dello Spirito Santo; al termine dell'aula si sviluppa il presbiterio sopraelevato di tre gradini, ospitante il marmoreo altare maggiore e chiuso dall'abside rettangolare.